# Altgriechische Sprache
Altgriechisch (altgriechische Eigenbezeichnung: ἡ ἑλληνική [γλῶσσα] hē hellēnikḗ [glṓssa] (Anm.) „die griechische Sprache“; neugriechisch αρχαία ελληνική [γλώσσα] archéa ellinikí [glóssa]) ist die antike Sprachstufe der griechischen Sprache, einer indogermanischen Sprache im östlichen Mittelmeerraum, die einen eigenen Zweig dieser Sprachfamilie darstellt, möglicherweise über eine balkanindogermanische Zwischenstufe.
Unter dem Begriff Altgriechisch werden Sprachformen und Dialekte zusammengefasst, die zwischen der Einführung der griechischen Schrift (etwa 800 v. Chr.) und dem Beginn der hellenistischen Ära (etwa 300 v. Chr.) und zumindest in der Literatur noch sehr viel länger, nämlich bis zum Ende der Antike (um 600 n. Chr.), verwendet wurden. Als Norm für das klassische Altgriechisch gilt der literarische attische Dialekt des 5. und 4. Jahrhunderts vor Christus, die Sprache von Sophokles, Platon und Demosthenes. Die Sprachstufe vor dem Altgriechischen war das mykenische Griechisch, das zwischen 1600 und 1100 v. Chr. belegt ist, die Sprachstufe nach dem Altgriechischen, zwischen etwa 600 und 1453 (Eroberung Konstantinopels durch die Osmanen), wird gemeinhin als Mittelgriechisch oder byzantinisches Griechisch bezeichnet; das darauf folgende Neugriechische, die Amtssprache des modernen Griechenland, hat sich nachvollziehbar kontinuierlich aus dem Alt- bzw. Mittelgriechischen entwickelt.
Die altgriechische Sprache hat einerseits durch die Vermittlung durch das Lateinische, die wesentlichste Bildungssprache im westlichen Europa bis ins 19. Jahrhundert, andererseits durch die exemplarische erhaltene Literatur vor allem in den Bereichen Philosophie, Naturwissenschaft, Geschichtsschreibung, Dichtung, Musik und Theater eine herausragende Bedeutung für das gesamte Abendland. Hinzu kommt ihre Bedeutung als Sprache des Neuen Testaments für Religion und Theologie des Christentums. Auch hat sie durch diesen Einfluss die anderen europäischen Sprachen geprägt: Eine Vielzahl von Lehnübersetzungen, Lehn- und Fremdwörtern hat in europäische Sprachen Eingang gefunden und wird in diversen Fachsprachen verwendet.
Der Sprachcode nach ISO 639 für Alt- und Mittelgriechisch (bis 1453) ist grc.

## Textprobe
Gesprochenⓘ
| (1) Originaltext:  | πεπεισμένος | δὲ   | πειρῶμαι     | καὶ  | τοὺς | ἄλλους  | πείθειν       | ὅτι  | τούτου | τοῦ | κτήματος  |
| (2) Transkription: | pepeisménos | dè   | peirōmai     | kaì  | toùs | állous  | peíthein      | hóti | toútou | toū | ktḗmatos  |
| (3) IPA:           | pepeːzménos | dè   | peːrɔ̂ːmai̯    | kaì̯  | tùːs | álːuːs  | péːtʰeːn      | hóti | túːtuː | tûː | ktɛː́matos |
| (4) Interlinear:   | überzeugt   | also | versuche-ich | auch | die  | anderen | zu-überzeugen | dass | dieses | des | Besitzes  |

| (1) | τῇ      | ἀνθρωπείᾳ       | φύσει  | συνεργὸν | ἀμείνω   | Ἔρωτος          | οὐκ   | ἄν τις | ῥᾳδίως       | λάβοι.        |
| (2) | tē      | anthrōpeia      | physei | synergon | ameinō   | Erōtos          | ouk   | an tis | rhadiōs      | laboi.        |
| (3) | tɛ̂ː(i̯)  | antʰrɔːpéːaː(i̯) | pʰýseː | synergòn | améːnɔː  | érɔːtos         | uːk   | án tis | rʰaː(i̯)díɔːs | láboi̯         |
| (4) | für-die | menschliche     | Natur  | Helfer   | besseren | (als-die)-Liebe | nicht | wer    | mühelos      | bekommen-kann |

Übersetzung: „Selbst überzeugt, versuche ich, auch die anderen zu überzeugen, dass man zur Erlangung dieses Guts einen besseren Helfer für die menschliche Natur als die Liebe schwerlich finden kann.“
(Platon: Symposion)

## Klassifikation
Das Altgriechische lässt sich als indogermanische Sprache klassifizieren, leitet sich also vom Ur-Indogermanischen ab, das sich wahrscheinlich im 4. Jahrtausend v. Chr. in verschiedene Primärzweige aufspaltete. Einer davon wird oft als Balkanindogermanisch bezeichnet, aus dem sich später unter anderem das Altgriechische und das Phrygische entwickelt haben. Lautbestand und Vokabular des Altgriechischen weichen jedoch von allen anderen Sprachen der indogermanischen Sprachfamilie so erheblich ab, dass man von einer starken Substratwirkung der „vorgriechischen“ Sprachstufen auf die griechischen Idiome ausgeht.
Den Ursprung vieler nicht-indogermanischer Wörter des Griechischen (etwa θάλασσα thalassa „Meer“ und νῆσος nēsos „Insel“) vermuten Forscher in der Sprache oder den Sprachen der Bewohner Griechenlands vor Ankunft der indogermanischen Völker um 2000 v. Chr., die auch als ägäische Sprachen bezeichnet werden. Die vorgriechische Bevölkerung hieß im Altgriechischen unter anderem Πελασγοί Pelasgoi „Pelasger“. Sicher haben auch das Minoische und Eteokretische, vorgriechische Sprachen auf Kreta, das Vokabular des frühen Griechisch beeinflusst.

## Geschichte
Die ältesten Schriftzeugnisse des Griechischen sind in Linear B abgefasst und stammen aus dem 14. Jahrhundert bis frühen 12. Jahrhundert v. Chr. Die damit in der mykenischen Kultur (1600–1050 v. Chr.) geschriebene Sprache wird als mykenisches Griechisch bezeichnet und als frühgriechischer Dialekt, nicht jedoch als direkter „Vorgänger“ des klassischen Griechisch gesehen. Aus der Zeit zwischen ca. 1200 und 800 v. Chr. gibt es keine schriftlichen Quellen des Griechischen; mit den Epen Homers, die vermutlich zwischen 850 und 700 v. Chr. entstanden, begegnet uns erstmals ein literarisches Werk in altgriechischer Sprache. Die Sprache Homers ist eine künstlich gebildete Literatursprache, die vorwiegend aus ionischen und äolischen Elementen besteht. Zu dieser Zeit muss das Altgriechische in verschiedenen Dialekten im südlichen Balkan und um die Ägäis weit verbreitet gewesen sein.

Die griechischen Dialekte im Kern des griechischen Siedlungsgebiets

Dialekte der Magna Graecia, dem sogenannten Großgriechenland

Nach und nach wurde mit der steigenden kulturellen und wirtschaftlichen Bedeutung der Poleis und ihrer Kolonien im gesamten Mittelmeerraum das Griechische zu einer Weltsprache der Antike. Man schätzt die Zahl der Griechisch-Sprecher zu Beginn des 4. Jahrhunderts v. Chr. auf sieben Millionen Menschen, zur Zeit Alexanders des Großen auf neun Millionen. Als Staatssprache des Reichs Alexanders und seiner Nachfolger verbreitete es sich bis Ägypten und Mittelasien, als Zweitsprache der Oberschichten des Römischen Reiches bis Großbritannien, Spanien und Nordafrika.
Altgriechisch wird in vier Dialektgruppen gegliedert, das Ionisch-Attische, das Arkadisch-Kyprische, das Äolische sowie Westgriechisch, das aus dorischen und nordwestgriechischen Dialekten bestand. Neben diesen epichorisch gesprochenen – also „lokalen“ oder „einheimischen“, d. h. regional verteilten, – Dialekten entwickelten sich auch sogenannte literarische Dialekte: Verschiedene Gattungen der Versdichtung bedienten sich hauptsächlich vierer Varianten der epichorischen Dialekte (Ionisch, Äolisch, Dorisch und Attisch). Die literarische Prosa war zu Beginn von ionisch schreibenden Autoren bestimmt (den Naturphilosophen Thales, Anaximander und Anaximenes; Herodot), doch setzte sich im 5. Jahrhundert v. Chr. das Attische als vorherrschender literarischer Dialekt durch und wurde durch Autoren wie Thukydides, Xenophon und Platon zum klassischen literarischen Vorbild für die gesamte griechische Literatur. Diese Sprachform wurde fortan von den meisten Autoren der Antike als Literatursprache verwendet und gilt bis in die Gegenwart als Norm für das Altgriechische.
Schon zur Zeit des Hellenismus, als Griechisch im Gebiet zwischen Adria und Euphrat zur lingua franca avancierte, begann allerdings ein langsamer Wandel in Hinsicht auf Aussprache, Betonung und Grammatik, der bis zum Ende der Spätantike weitgehend abgeschlossen war. In Abgrenzung zum Mittelgriechischen (ca. 600 bis 1500) und Neugriechischen werden aber auch die hellenistischen (Koine, etwa 300 v. Chr. bis 300 n. Chr.) und spätantiken (etwa 300 bis 600 n. Chr.) Sprachformen noch zum Altgriechischen gezählt. Die einflussreichsten in der Koine verfassten Werke sind dabei fraglos die im Neuen Testament versammelten Texte.
In der weltlichen Literatur bildete hingegen das „klassische“ attische Griechisch in dieser Zeit den Standard, dem sich noch spätantike Autoren wie Libanios (4. Jahrhundert) oder Agathias (um 580) verpflichtet fühlten: Seit dem 1. Jahrhundert v. Chr. hatte sich in der Oberschicht die Ansicht durchgesetzt, die Koine sei als vulgär abzulehnen. Da sich die Sprache der gebildeten Stände, die sich am attischen Dialekt der Jahrzehnte um 400 v. Chr. orientierte (Attizismus), immer mehr von der der restlichen Bevölkerung zu unterscheiden begann, spricht man ab dieser Zeit von einer ausgeprägten Diglossie im Griechischen. Am Ende der Antike ging aber die Elite, welche die attizistische Sprachform pflegte, unter. Das mittelalterliche Griechisch (etwa 600–1453) des Byzantinischen Reiches wird dann meist als Mittelgriechisch bezeichnet.

## Schrift

Anfangverse der Odyssee, eines der ältesten literarischen Zeugnisse des Altgriechischen. Volltext auf Wikisource.

Das heute für die alt- und neugriechische Sprache verwendete Alphabet wurde vermutlich in der Zeit vom späten 9. bis zum mittleren 8. Jahrhundert v. Chr. vom Phönizischen Alphabet abgeleitet. Anfangs gab es mehrere Varianten des Alphabets in Griechenland, aber das ionische (auch „milesische“, nach der Stadt Milet) setzte sich allmählich fast im gesamten griechischsprachigen Raum durch. Dabei wurden ungebräuchliche Buchstaben wie Digamma, Sampi, Qoppa und San aufgegeben. Als Fixpunkt für die Übernahme des ionischen Alphabets wird das Jahr 403 v. Chr. angesehen, als die Stadt Athen es offiziell einführte, da Athen sich zu dieser Zeit zum Zentrum der literarischen Kultur Griechenlands entwickelte. Die griechischen Alphabete wurden bis in klassische Zeit mit den 24 Majuskeln ohne Wortzwischenräume und Satzzeichen geschrieben (scriptio continua), zunächst von rechts nach links, dann furchenwendig, mit der Einführung des milesischen Alphabets in Athen schließlich rechtsläufig, also von links nach rechts. Seit diesem Datum hat sich das griechische Alphabet bis heute nicht verändert, wenn man von der Einführung der Diakritika und Minuskeln absieht.
Das lateinische Alphabet leitete sich nicht vom milesischen, sondern von einem westgriechischen Alphabet ab, in dem beispielsweise χ für [ks] stand, und nicht wie im milesischen für [kʰ], was auch die anderen Unterschiede zwischen beiden Schriften erklärt.
Mit den phonologischen Veränderungen in der Zeit des Hellenismus wurden verschiedene diakritische Zeichen eingeführt, um den schwindenden Lautbestand des Griechischen und den tonalen Akzent, die für das Verständnis der klassischen Dichtung entscheidend sind, zu konservieren. Es handelt sich um die drei Akzente Akut (ἡ ὀξεῖα hē oxeia „die Schärfe“), Gravis (ἡ βαρεῖα hē bareia „die Schwere“) und Zirkumflex (ἡ περισπωμένη hē perispōmenē „die Umgebogene“), die den tonalen Akzent des Altgriechischen wiedergeben, sowie die beiden Spiritūs – Spiritus asper (ἡ δασεῖα hē daseia „die Raue“) und Spiritus lenis (ἡ ψιλή hē psilē „die Leichte“) – die bei mit Vokal oder /r/ beginnenden Wörtern die Behauchung bzw. das Fehlen einer solchen anzeigen. Näheres zu den Diakritika siehe unter Polytonische Orthographie.
In byzantinischer Zeit kam das Iota subscriptum („untergeschriebenes Iota“) hinzu, das ursprünglich der zweite Buchstabe der Langdiphthonge ηι, ωι und ᾱι war, aber schon im 8. Jahrhundert v. Chr. verstummt war. Da aber die Kennzeichnung dieser Langvokale zur Distinktion grammatischer Kategorien nötig ist, wurde das Iota unter den übrigen Vokal gesetzt. Bei Majuskeln wird es als Iota adscriptum neben den Vokal gesetzt (adscriptum: „daneben geschrieben“, Beispiel: ῾Άιδης Hadēs).
Die griechischen Minuskeln wurden vermutlich in Syrien im 9. Jahrhundert n. Chr. entwickelt. Die heute für das Altgriechische gebrauchten Satzzeichen wurden zur selben Zeit eingeführt: Komma, Punkt und Kolon (:) werden wie im Deutschen gebraucht. Das Semikolon (;) schließt anders als in der lateinischen Schrift einen Fragesatz ab, die Funktion des Semikolons erfüllt der Hochpunkt (·).
Die Gräzistik der Neuzeit verwendet zur Kennzeichnung der langen und kurzen Phoneme von α, ι und υ auch die diakritischen Zeichen Breve und Makron (ᾰ/ᾱ – ῐ/ῑ – ῠ/ῡ). Außerhalb der Fachliteratur werden sie jedoch kaum verwendet.

## Phonologie

### Unterschiede zur indogermanischen Ursprache
Das Altgriechische unterscheidet sich im Lautbestand von der indogermanischen Ursprache und anderen Sprachen der Familie erheblich. So kann ein Wort im Altgriechischen beispielsweise nur mit einem Vokal oder den Konsonanten /n/, /r/, und /s/ enden; dies betrifft sowohl griechische Suffixe als auch beispielsweise suffixlose Nominativformen, vergleiche ἔφερον epheron („sie trugen“) gegenüber lateinisch ferebant oder den Nominativ γάλα gala mit dem Genitiv γάλακτος galaktos („Milch“). Weitere Lautentwicklungen aus dem Indogermanischen sind insbesondere:
- Indogermanisch /j/ im Anlaut entspricht griechisch /h/ oder /z(d)/: lateinisch iugum, deutsch Joch, griechisch ζυγόν z(d)ygon. Im Wortinnern fällt /j/ ganz weg.
- Indogermanisch /s/ im Anlaut entspricht griechisch /h/: lateinisch sex, deutsch sechs, griechisch ἕξ hex.
- Wegfall des indogermanischen und frühaltgriechischen Lautes /w/ (und des entsprechenden Graphems Digamma): alte Form ϝεργον wergon wurde zu attisch ἔργον ergon, vergleiche deutsch Werk.
- Die indogermanischen Labiovelare, noch im mykenischen Griechisch erhalten, gehen verloren; so wird das Phonem /kʷ/, das im Lateinischen /qu/ und im Althochdeutschen /(h)w/ entspricht, im Griechischen der klassischen Zeit zu /p/ oder /t/: lateinisch quo, deutsch wo, griechisch πού pou.
- Den indogermanischen behauchten stimmhaften Plosiven /bh/, /dh/ und /gh/, die sich in den modernen indoarischen Sprachen erhalten haben, entsprechen die griechischen Laute [pʰ] (φ), [tʰ] (θ) und [kʰ] (χ).[3]

### Vokale
Das Altgriechische kennt sieben Vokale, deren Länge bedeutungsunterscheidend ist. Zwei Vokale kommen jedoch nur in Langform vor, so dass insgesamt zwölf Phoneme bestehen. Bei [a], [i] und [y] wird die Länge nicht bezeichnet, lässt sich aber in betonten Silben (ab etwa 300 v. Chr.) durch die Akzente erschließen. Die neuzeitliche Gräzistik kennzeichnet in Wörterbüchern und Grammatiken den Unterschied durch Breve (˘) für kurze und Makron (¯) für lange Vokale.
| Phonem  | [a]   | [aː]  | [o] | [oː] | [ɔː] | [e] | [eː] | [ɛː] | [i]   | [iː]  | [y]   | [yː]  |
| Graphem | α / ᾰ | α / ᾱ | ο   | ου   | ω    | ε   | ει   | η    | ι / ῐ | ι / ῑ | υ / ῠ | υ / ῡ |

Aus den Vokalen bilden sich zahlreiche Diphthonge, die stets in [i̯] oder [u̯] enden, wobei letzteres aus einer früheren Sprachform durch das υ wiedergegeben wird: [ai̯] (αι), [oi̯] (οι), [yi̯] (υι), [au̯] (αυ), [eu̯] (ευ), [ɛːu̯] (ηυ). Bei den drei i̯-Diphthongen mit langem Anlaut ([aːi̯], [ɛːi̯], [ɔːi̯]) schwand ungefähr zu klassischer Zeit der [i̯]-Laut, die Herkunft dieser Vokale aus Diphthongen wird seit byzantinischer Zeit jedoch durch das sogenannte Iota subscriptum angezeigt: (ᾳ, ῃ, ῳ).

### Konsonanten
Die Plosive erscheinen, wie noch heute im Armenischen, in Dreierreihen (stimmhaft, stimmlos, stimmlos-behaucht). Hinzu kommen drei Affrikaten aus den stimmlosen Plosiva und /s/, die auch in der Flexion (etwa π > ψ) eine Rolle spielen. Die Aussprache des ζ (Zeta) in klassischer Zeit ist nicht vollständig geklärt, sie war jedenfalls nicht [ts]. Dionysios Thrax beschreibt es als eine Verbindung von σ und δ, was die Aussprache sd (beides stimmhaft, also [zd]) nahelegt; die beiden Laute könnten aber auch umgekehrt (also ds, [dz]) angeordnet gewesen sein.
| Traditioneller Name    | Phonetische Beschreibung | Bilabial | Alveolar | Velar  |
| ---------------------- | ------------------------ | -------- | -------- | ------ |
| Ψιλά Psilá, Tenues     | stimmlos                 | [p] π    | [t] τ    | [k] κ  |
| Μέσα Mésa, Mediae      | stimmhaft                | [b] β    | [d] δ    | [ɡ] γ  |
| Δασέα Daséa, Aspirata  | aspiriert und stimmlos   | [pʰ] φ   | [tʰ] θ   | [kʰ] χ |
| Διπλά Diplá, Affrikata | stimmlos + /s/           | [ps] ψ   | ([dz] ζ) | [ks] ξ |

Erst in nachklassischer Zeit wandelte sich die Aussprache der Aspirata <φ> <θ>, <χ> hin zu stimmlosen Frikativen ([f], [θ], [x]). So transkribierte man in den griechischen Lehnwörtern des Lateinischen das Phi zunächst mit <ph>. Erst seit dem ersten Jahrhundert findet sich auch die Transkribierung mit <f>, wodurch „Philippus“ zu „Filippus“ werden konnte. Gewissermaßen in Fortschreibung dieser Entwicklung haben griechische Fremdwörter im Italienischen, die auf Wörter mit <φ> zurückgehen, durchgehend <f>, etwa in la fisica „Physik“ oder sfera „Sphäre“; gleiches gilt für das Spanische. Im Französischen, Englischen und Deutschen blieb man demgegenüber – bis auf individuelle Ausnahmen – bei der konservativen Schreibweise (z. B. Philosophie), folgte aber zugleich der vermutlichen spätantiken Aussprache [f]. Im Englischen gilt etwas Paralleles auch für das Verhältnis zwischen Schreibweise und Aussprache des Theta in griechischen Fremdwörtern (gesprochen [θ] gemäß der mittelgriechischen Aussprache). Erst Ende des 20. Jahrhunderts fand eine Anpassung der deutschen Orthographie in Richtung auf den italienischen (oder skandinavischen oder auch slawischen) Usus statt (z. B. Fotografie, Grafik).
Neben diesen Plosiven gibt es die Nasale [m] (μ) und [n] (ν), letzteren mit der Variante [ŋ] vor velaren Konsonanten (geschrieben γ), den lateralen Approximanten [l] (λ) und den Vibranten [r] (ρ), letzteren mit der Variante [r̥] oder [rʰ], die später ῥ geschrieben wurde und in deutschen Fremdwörtern noch als rh erscheint, sowie den Frikativ [s] (σ). Im Anlaut gab es außerdem [h], das etwa ab dem 3. Jahrhundert v. Chr., durch den Spiritus asper (῾) über dem betreffenden Vokal wiedergegeben wurde. Der Spiritus lenis (᾽) wurde als graphisches Äquivalent für „kein [h]“ neu erfunden und stand ebenfalls über dem Anlaut (sofern dieser vokalisch war). Teilweise wird die Theorie vertreten, dass es für den Glottisschlag [ʔ] stand, jedoch nur von einer Minderheit; es ist also davon auszugehen, dass ein vokalischer Anlaut gebunden wurde.

### Tonalität und Akzent
Der altgriechische Akzent war weniger (wie im heutigen Deutsch) durch größere Schallfülle (Lautstärke) gekennzeichnet als vielmehr durch die Tonhöhe, er war also dezentralisierend. Ein Akzent fiel im Altgriechischen auf eine der drei letzten Moren eines Wortes, hob diese aber nicht lautstärkemäßig hervor. Akzentuierte Moren wurden mit einem höheren Ton als die umgebenden Einheiten gesprochen. Moren sind Einheiten, denen eine kurze/leichte Silbe entspricht, während eine lange Silbe (mit einem langen Vokal oder einem postvokalischen Konsonanten) zwei Moren enthalten. Altgriechisch kann damit zu den Tonakzentsprachen gezählt werden.
Als der dezentralisierende Akzent einem zentralisierenden wich (etwa im 3. Jahrhundert v. Chr.), begann man, durch diakritische Zeichen die Tonalität des Altgriechischen durch Akzente zu konservieren (Aristophanes von Byzanz): Der Akut, welcher auf den letzten drei Silben eines Wortes stehen kann, bezeichnete den Hochton, der Zirkumflex, welcher auf den letzten zwei Silben eines Wortes stehen kann, bezeichnete bei langen Silben den hoch beginnenden, dann fallenden Ton, der Gravis (der sich nur in betonten Endsilben im Kontext findet) war vermutlich ein fallender Ton, wofür es allerdings keine Belege gibt. Aus einer Zusammenstellung der wichtigsten antiken und byzantinischen Grammatikerbelege von Axel Schönberger (2016) scheint hervorzugehen, dass der Gravis gar kein Akzent war, sondern lediglich angab, dass eine Silbe, die bei isoliertem Vorkommen des Wortes oder am Ende eines phonetischen Wortes betont würde, innerhalb eines phonetischen Wortes ihren ursprünglichen Akzent proklitisch verlor und somit unbetont gesprochen wurde.
Die gesamte altgriechische (Vers-)Dichtung und Metrik beruht nicht wie im Deutschen auf dem Kontrast zwischen betonten und unbetonten Silben, sondern ausschließlich auf der Länge oder Kürze der jeweiligen Silben, den Moren.
Hinweis:  Die Schulaussprache des Altgriechischen der verschiedenen Lehrtraditionen weicht in allen Fällen von der mittlerweile erforschten Phonologie der Sprache erheblich ab.

## Morphologie
Das Altgriechische ist eine stark flektierende Sprache; bedeutungstragende Wortstämme sind vielseitigen Wandlungen unterworfen. Sowohl der Vokal-Ablaut als auch insbesondere der Konsonantenwandel im Auslaut von Wortstämmen sind bei Deklination und Konjugation häufig, ebenso wie in der Wortableitung und -bildung. Sie stellen für den Griechischlernenden ein großes Pensum an Lernstoff dar.
Beispiele:
- Die griechische Wurzel bal gibt den Begriff des Werfens wieder. Sie bildet das Verb βάλλειν ballein („werfen“), das in der Konjugation Formen wie ἔβαλον ebalon („ich warf“), βέβληκα beblēka („ich habe geworfen [und es liegt dort]“, Perfektform) bildet; von der Wurzel leiten sich Wörter ab wie βέλος belos („Wurfgeschoss“) und βολή bolē („Wurf“).
- Von der Wurzel lab „nehmen“ werden gebildet: λαμβάνω lambanō („ich nehme“), ἔλαβον elabon („ich nahm“), λήψομαι lēpsomai, („ich werde mir nehmen“), ληφθήσομαι lēphthēsomai („ich werde genommen werden“) und εἴλημμαι eilēmmai („ich bin genommen“).
- Die Wurzel pod mit der Bedeutung „Fuß“, im Genitiv ποδός podos zu erkennen, verschmilzt in der Nominativform zu πούς pous (aus *pods), bildet eine Dativ-Pluralform ποσί posi (aus *podsi); davon abgeleitet sind πηδόν pēdon („Schiffsfuß, Steuerruder“) und τράπεζα trapeza (traped-sa, „Tisch“).
- Die Wurzel prāg „handeln, tun“ erscheint in der Konjugation des Perfekts Medium/Passiv in vier unterschiedlichen Formen: πέπραγμαι pepragmai (1. Person Sg.), πέπραξαι pepraxai (2. Person Sg.), πέπρακται pepraktai (3. Person Sg.) und πέπραχθε peprachthe (2. Person Pl.).

Zu dem Stamm treten verschiedene Präfixe und Endungen, die im Sinne eines fusionalen Sprachbaus die unterschiedlichen grammatischen Parameter wiedergeben. Besondere Erscheinungen im Griechischen sind:
- das Augment (lateinisch augmentum „Zuwachs“), ein die Vergangenheit andeutendes Morphem (meist ε-), das dem Stamm vorangestellt wird.
- die Reduplikation: Der Anlaut des Stammes wird verdoppelt, Beispiel θνῄσκω thnēskō („ich liege im Sterben“), τέθνηκα tethnēka („ich bin tot“, Perfektform)
- die Stammerweiterung durch /s/ für den Aorist und das Futur: βλέπω blepō („ich sehe“), ἔβλεψα eblepsa („ich sah (plötzlich)“), βλέψομαι blepsomai („ich werde gesehen werden“).

Des Weiteren verfügt das Altgriechische über eine Fülle von Morphemen, welche die grammatischen Kategorien als Infixe und Affixe wiedergeben. Das Altgriechische kommt bei Verben weitestgehend ohne zusammengesetzte Formen aus, das heißt, alle grammatischen Parameter lassen sich durch Anfügungen an die Wurzel bilden und vereinen sich in einem einzigen Wort.
So lässt sich ein so komplexer Ausdruck wie „ich werde mir [etwas] schreiben lassen“, der im Deutschen durch fünf einzelne Wörter ausgedrückt werden muss, im Altgriechischen durch eine einzige Verbform ausdrücken: γραφήσομαι graphēsomai.
Auch die Wortbildung verfügt über zahlreiche Morpheme, die Ableitungen und Bedeutungsdifferenzierungen ermöglichen, im Griechischen sind ähnliche „Bandwurmwörter“ möglich wie im Deutschen. Berühmtes Beispiel ist das karikierende Endloswort
λοπαδοτεμαχοσελαχογαλεοκρανιολειψανοδριμυποτριμματοσιλφιοκαραβομελιτοκατακεχυμενοκιχλεπικοσσυφοφαττοπεριστεραλεκτρυονοπτοκεφαλλιοκιγκλοπελειολαγῳοσιραιοβαφητραγανοπτερύγων lopadotemachoselachogaleokranioleipsanodrimhypotrimmatosilphiokarabomelitokatakechymenokichlepikossyphophattoperisteralektryonoptokephalliokinklopeleiolagoosiraiobaphetraganopterygon („austernschneckenlachsmuränen-essighonigrahmgekröse-butterdrosselnhasenbraten-hahnenkammfasanenkälber-hirnfeldtaubensiruphering-lerchentrüffelngefüllte Schüssel“) aus den Ekklesiazusai des Aristophanes (Vers 1169).

## Grammatik
Die ersten Grammatiklehrbücher des Abendlandes wurden zu hellenistischer Zeit in der philologischen Schule von Alexandria abgefasst. Aristarch von Samothrake schrieb eine technē grammatikē des Griechischen. Die vermutlich erste autonome grammatische Schrift ist die technē grammatikē des Dionysios Thrax (2. Jahrhundert v. Chr.), welche die Phonologie und Morphologie einschließlich der Wortarten umfasst. Die Syntax ist Gegenstand eines sehr systematischen Werks des zweiten bedeutenden griechischen Grammatikers, des Apollonios Dyskolos (2. Jahrhundert n. Chr.). Angeblich im Jahre 169/68 „importierten“ die Römer die griechische Grammatiklehre und adaptierten sie.
Die Grammatik des Altgriechischen ist auf den ersten Blick recht ähnlich zum Lateinischen, was Partizipialkonstruktionen und sonstige satzwertige Konstruktionen (AcI etc.) anbelangt, so dass Lateinkenntnisse beim Erlernen des Altgriechischen sehr hilfreich sind – und umgekehrt. Gutes Verständnis der deutschen Grammatik hilft allerdings auch; in vielen Fällen ist das Altgriechische dem Deutschen strukturell ähnlicher als dem Lateinischen, beispielsweise sind bestimmte Artikel im Griechischen vorhanden, während sie im Lateinischen fehlen. Es gibt auch Fälle, in denen die Ähnlichkeit mit dem Lateinischen eher oberflächlicher Art ist und mehr Verwirrung stiftet als hilft – beispielsweise werden die Zeitformen der Verben im Griechischen oft anders verwendet als im Lateinischen.
Im Westen und auch in diesem Artikel werden oft lateinisch-basierte Begriffe (wie Substantiv, Dativ, Aktiv, Person …) zur Bezeichnung von altgriechischen grammatischen und semantischen Kategorien verwendet, die (oft) direkte Übersetzungen (Lehnübersetzungen) der griechischen Begriffe darstellen. In Griechenland werden dagegen bis heute griechisch-basierte Begriffe aus der technē grammatikē des Dionysios Thrax verwendet.

### Deklination
Im Altgriechischen werden Substantive, Adjektive, Pronomina, der (definite) Artikel und einige Zahlwörter dekliniert. Besonders Zahl und Formenreichtum der Verbaladjektive ist hoch.

#### Grammatikalische Kategorien der Nomina
Die altgriechischen Nomina (deklinierbaren Wörter) werden in den folgenden grammatischen Kategorien dekliniert:
- in fünf Kasus (Fällen): Nominativ, Genitiv, Dativ, Akkusativ, Vokativ (Anredefall/-form),
- in drei Numeri (Zahlen): Singular (Einzahl), Dual (Zweizahl), Plural (Mehrzahl), und
- in drei Genera (Geschlechtern): Maskulinum (männlich), Femininum (weiblich), Neutrum (sächlich).

Auch Partizipien, Verbaladjektive und Infinitive werden dekliniert, sie gelten als Zwischenformen (sogenannte Nominalformen des Verbs).
Substantive können mit einem Artikel (ὁ, ἡ, τό ho, hē, to „der, die, das“) bestimmt werden; einen unbestimmten Artikel gibt es nicht.
Kasus
Von den acht Kasus des Indogermanischen haben sich im Altgriechischen fünf erhalten: Nominativ, Akkusativ, Genitiv, Dativ und Vokativ (Anredeform). Nach ihrer Verwendungsweise werden zahlreiche verschiedene Kasusfunktionen unterschieden. Das altgriechische Kasussystem ähnelt in seinen Grundzügen dem deutschen.
- Der Nominativ ist der Subjektskasus (ὁ ὄρνις ᾄδει ho ornis ādei „der Vogel singt“) und der Kasus des Prädikatsnomens (ὁ φιλόσοφος σοφός ἐστιν ho philosophos sophos estin „der Philosoph ist klug“).
- Der Genitiv drückt in seiner ursprünglichen Bedeutung eine Zugehörigkeit oder einen Bereich aus. Es lassen sich hierbei zahlreiche Kasusfunktionen unterscheiden, u. a. der Genitivus possessoris, der einen Besitz ausdrückt (ὁ τοῦ γεωργοῦ ἀγρός ho tou geōrgou agros „das Feld des Bauern“), der Genitivus partitivus, der eine Teilmenge angibt (πολλοὶ τῶν ἀνθρώπων polloi tōn anthrōpōn „viele von den Menschen“), der Genitivus subjectivus, der den Handlungsträger angibt (ἡ τῆς μητρὸς ἀγάπη hē tēs mētros agapē „die Liebe der Mutter“) und der Genitivus objectivus, der das Handlungsziel angibt (ἡ τῆς μητρὸς ἀγάπη hē tēs mētros agapē „die Liebe zur Mutter“). Ferner hat der Genitiv vom indogermanischen Ablativ die Bedeutung einer Herkunft übernommen. Dies drückt sich u. a. als Genitivus separativus, der eine Trennung bezeichnet (ἐλεύθερος φόβου eleutheros phobou „frei von Furcht“), aus. Im klassischen Griechisch sind diese beiden Gebrauchsweisen in vielen Fällen miteinander verschmolzen. Viele altgriechische Verben regieren den Genitiv (etwa τυγχάνειν τινός tynchanein tinos „etwas erlangen“).
- Der Dativ ist der Kasus des indirekten Objekts (ἔδωκε αὐτῷ χρυσόν edōke autō chryson „er gab ihm Gold“). Weiterhin hat er vom indogermanischen Instrumental die Funktion der Angabe eines Mittels übernommen (Dativus instrumentalis, wie τοῖς ὀφθαλμοῖς ὁρᾶν tois ophthalmois horān „mit den Augen sehen“), vom indogermanischen Lokativ die Funktion der Angabe eines Ortes oder einer Zeit (Dativus loci bzw. temporis, etwa ταύτῃ τῇ ἡμέρᾳ tautē tē hēmerā „an diesem Tag“). Weitere Kasusfunktionen des Dativs sind u. a. der Dativus modi, der die Art und Weise angibt (τούτῳ τῷ τρόπῳ toutō tō tropō „auf diese Weise, so“) und der Dativus causae, der den Grund angibt (ἥδομαι τῇ νίκῃ hēdomai tē nikē „ich freue mich über den Sieg“).
- Der Akkusativ ist der Kasus des direkten Objekts (ὁρῶ αὐτόν horō auton „ich sehe ihn“). Weiterhin kann er eine räumliche oder zeitliche Ausdehnung (wie δέκα ἡμέρας ἔμεινε deka hēmeras emeine „er blieb zehn Tage“) ausdrücken. Der Accusativus limitationis oder respectus drückt eine Beziehung oder Hinsicht aus (etwa τὴν ψυχὴν νοσεῖν tēn psychēn nosein „in Bezug auf die Seele krank sein, seelisch krank sein“).
- Der Vokativ ist die Anredeform (κύριε ἐλέησον kyrie eleēson „Herr, erbarme dich“). Er ist im Plural und bei vielen Substantiven (besonders bei Nomina der 3. Deklination und Feminina) auch im Singular mit dem Nominativ identisch. Dem Vokativ geht oft die Interjektion ὦ ō voran (etwa ὦ ἄνδρες Ἀθηναῖοι ō andres Athenaioi „Ihr Männer von Athen!“). Ein Fehlen derselben ist ein Zeichen von sachlicher Kühle oder gar von Geringschätzung: «Ἀκούεις, Αἰσχίνη;» „Akoueis, Aischinē?“ „Hörst du, Aischines?“ fragt etwa Demosthenes seinen verhassten Gegner.

Numerus
Neben dem Singular (Einzahl) und Plural (Mehrzahl) hat das Altgriechische noch in Resten den Dual (Zweizahl) behalten. Die Artikel des Duals lauten oft in allen Genera τὼ tō im Nominativ und Akkusativ und τοῖν toin im Genitiv und Dativ. Seltenere Formen des femininen Duals sind entsprechend τὰ ta und ταῖν tain. In der o-Deklination (s. u.) hat er die Endungen -ω -ō im Nominativ und Akkusativ und -οιν -oin im Genitiv und Dativ. In der a-Deklination lauten die Endungen entsprechend -ᾱ -ā und -αιν -ain, in der 3. Deklination -ε -e und -οιν -oin. Der Dual war schon zu vorklassischer Zeit (vor dem 5. Jahrhundert v. Chr.) im Schwinden begriffen, und die ursprüngliche Verwendungsweise (nur für wirklich in der Zweizahl Zusammengehöriges, wie Zwillinge, die beiden Hände, Augen und so weiter) ging verloren. In der klassischen Literatur wurden vorsichtige Wiederbelebungsversuche unternommen, die den Dual jedoch nicht wieder etablierten und außerdem seiner ursprünglichen, spezifischen Verwendungsweise entfremdeten. Aufgrund seiner Seltenheit ist der Dual in den untenstehenden Deklinationsbeispielen nicht aufgenommen.
Beispiele:
- τὼ χώρα tō chōrā „die zwei Länder“, τοῖν χώραιν toin chōrain „den zwei Ländern, der zwei Länder“
- τὼ θεώ tō theō „die zwei Götter“, τοῖν θεοῖν toin theoin „den zwei Göttern, der zwei Götter“
- τὼ παῖδε tō paide „die zwei Söhne/Kinder“, τοῖν παίδοιν toin paidoin „den zwei Söhnen/Kindern, der zwei Söhne/Kinder“
- τὼ πόλει tō polei „die zwei Städte“, τοῖν πολέοιν toin poleoin „den zwei Städten, der zwei Städte“

Genus
Wie die meisten indogermanischen Sprachen kennt das Altgriechische drei Genera: Maskulinum (männlich), Femininum (weiblich) und Neutrum (sächlich). Männliche Personen sind oft maskulin, weibliche oft feminin. Winde, Flüsse und Monate sind oft maskulin, Länder, Inseln und Städte oft feminin. Eine Besonderheit des Neutrums ist, dass bei einem neutralen Subjekt das Prädikat stets im Singular steht. Dies lässt sich damit erklären, dass das Neutrum Plural sprachhistorisch auf ein Kollektivum zurückgeht.
Das Genus commune ist bei einigen Vokabeln ebenfalls erhalten, etwa bei ὁ/ἡ βοῦς ho/hē bous, das sowohl „Rind“ als auch „Ochse“ oder „Kuh“ heißen kann. Einige Wörter sind Epicöna wie ἡ ἀλώπηξ hē alōpēx der Fuchs, was sowohl männliche als auch weibliche Füchse einschließt.

#### Deklination der Substantive
Das Altgriechische kennt drei grundlegende Deklinationsklassen: die o-Deklination, die a-Deklination und eine dritte, konsonantische Deklination.
Zur a-Deklination (oder ersten Deklination) gehören Feminina auf kurzes -ᾰ -ă (wie δόξᾰ doxă „Ruhm, Ansicht“), langes -ᾱ -ā (etwa χώρᾱ chōrā „Land“) und -η -ē (etwa νίκη nikē „Sieg“) sowie Maskulina auf -ᾱς -ās (etwa νεανίᾱς neaniās „Jüngling“) und -ης -ēs (etwa ποιητής poiētēs „Dichter“). Endet der Wortstamm auf ein ε e, ι i oder ρ r, haben die Endungen in allen Formen ein α a (Alpha purum), andernfalls wird ein langes ᾱ ā zu einem η ē (Alpha impurum). Die Maskulina haben im Genitiv die Endung -ου -ou, im Vokativ enden sie auf -ᾰ -ă, ansonsten werden sie genauso dekliniert wie die Feminina.
|           | Singular  | Singular  | Plural      | Plural      |
| --------- | --------- | --------- | ----------- | ----------- |
| Nominativ | ἡ δόξα    | hē doxa   | αἱ δόξαι    | hai doxai   |
| Genitiv   | τῆς δόξης | tēs doxēs | τῶν δοξῶν   | tōn doxōn   |
| Dativ     | τῇ δόξῃ   | tē doxē   | ταῖς δόξαις | tais doxais |
| Akkusativ | τὴν δόξαν | tēn doxan | τὰς δόξας   | tas doxas   |
| Vokativ   | ὦ δόξα    | ō doxa    | ὦ δόξαι     | ō doxai     |

Zur o-Deklination (oder zweiten Deklination) gehören Maskulina auf -ος -os (wie φίλος philos „Freund“) und Neutra auf -ον -on (wie τέκνον teknon „Kind“). Die Deklinationsendungen sind dieselben, außer dass Wörter auf -ον -on wie alle Neutra im Nominativ und Akkusativ Plural auf -α -a enden und im Vokativ dieselbe Form wie im Nominativ haben. Ganz vereinzelt kommen auch Feminina auf -ος -os vor (etwa νῆσος nēsos „Insel“), die ebenso dekliniert werden wie die Maskulina. Dazu kommen als Sonderfälle Kontrakta (etwa νοῦς nous „Sinn“), bei denen der vokalische Stamm mit der Deklinationsendung verschmolzen ist, und die sogenannte attische Deklination (wie νεώς neōs „Tempel“).
|           | Singular  | Singular   | Plural      | Plural       |
| --------- | --------- | ---------- | ----------- | ------------ |
| Nominativ | ὁ φίλος   | ho philos  | οἱ φίλοι    | hoi philoi   |
| Genitiv   | τοῦ φίλου | tou philou | τῶν φίλων   | tōn philōn   |
| Dativ     | τῷ φίλῳ   | tō philō   | τοῖς φίλοις | tois philois |
| Akkusativ | τὸν φίλον | ton philon | τοὺς φίλους | tous philous |
| Vokativ   | ὦ φίλε    | ō phile    | ὦ φίλοι     | ō philoi     |

Die 3. Deklination umfasst eine Vielzahl von konsonantischen Stämmen. Je nach Stammauslaut lassen sie sich in Muta-Stämme (etwa γύψ gyps m. „Geier“ [Stamm γύπ- gyp-], αἴξ aix f. „Ziege“ [Stamm αἴγ- aig-], ὄρνις ornis m. „Vogel“ [Stamm ὄρνιθ- ornith-]), Liquida- und Nasalstämme (etwa ῥήτωρ rhētōr m. „Redner“, μήτηρ mētēr f. „Mutter“, λιμήν limēn m. Hafen), Sigma-Stämme (wie γένος genos n. „Geschlecht, Art“) und Vokalstämme (etwa πόλις polis f. „Stadt“, βασιλεύς basileus m. „König“) unterteilen. Aus sprachhistorischen Gründen unterliegt die Deklination der einzelnen Untergruppen Unregelmäßigkeiten, auf die hier nicht eingegangen werden kann. Zur 3. Deklination gehören Maskulina, Feminina und Neutra. Der Nominativ ist bei den Maskulina und Feminina entweder durch die Endung -ς -s oder die Dehnstufe des Stammes (etwa ῥήτωρ rhētōr zum Stamm ῥητορ- rhētor-) gekennzeichnet, bei den Neutra besteht er aus der Grundstufe des Stammes. Manche Liquidastämme unterliegen dem quantitativen Ablaut (so hat μήτηρ mētēr im Nominativ die Dehnstufe, im Akkusativ μητέρα mētera die Grundstufe und im Genitiv μητρός mētros die Schwundstufe).
|           | Singular    | Singular     | Plural          | Plural           |
| --------- | ----------- | ------------ | --------------- | ---------------- |
| Nominativ | ὁ ῥήτωρ     | ho rhētōr    | οἱ ῥήτορες      | hoi rhētores     |
| Genitiv   | τοῦ ῥήτορος | tou rhētoros | τῶν ῥητόρων     | tōn rhētorōn     |
| Dativ     | τῷ ῥήτορι   | tō rhētori   | τοῖς ῥήτορσι(ν) | tois rhētorsi(n) |
| Akkusativ | τὸν ῥήτορα  | ton rhētora  | τοὺς ῥήτορας    | tous rhētoras    |
| Vokativ   | ὦ ῥῆτορ     | ō rhētor     | ὦ ῥήτορες       | ō rhētores       |

Das eingeklammerte Ny im Dativ Plural wird bewegliches Ny genannt (ν ἐφελκυστικόν n ephelkystikon bzw. νῦ ἐφελκυστικόν ny ephelkystikon) und kann unter anderem angefügt werden, wenn das nachfolgende Wort mit einem Vokal beginnt.

#### Adjektive
Adjektive werden entweder nach der o/a-Deklination oder nach der 3. Deklination dekliniert. Erstere enden im Maskulinum auf -ος -os, im Femininum auf -α -a oder -η -ē und im Neutrum auf -ον -on (etwa νέος, νέα, νέον neos, nea, neon „neu“). Manche (vor allem zusammengesetzte) Adjektive sind auch zweiendig, d. h., sie enden sowohl im Maskulinum als auch im Femininum auf -ος -os (etwa εὔκολος, εὔκολον eukolos, eukolon „leicht“). Adjektive der 3. Deklination werden teils im Femininum nach der a-Deklination dekliniert (wie πᾶς, πᾶσα, πᾶν pas, pasa, pan „ganz“), teils sind sie auch zweiendig (etwa σαφής, σαφές saphēs, saphes „klar, deutlich“).
Adjektive können gesteigert werden (Positiv σοφός sophos „klug“, Komparativ σοφώτερος sophōteros „klüger“, Superlativ σοφώτατος sophōtatos „am klügsten“). Der Superlativ kann als absoluter Superlativ (Elativ) auch nur eine absolute Herausgehobenheit („sehr klug“) bezeichnen. Die Endungen des Komparativs und des Superlativs sind meist -τερος -teros und -τατος -tatos, bei einigen Adjektiven auch -ίων -iōn und -ιστος -istos (etwa κακός, κακίων, κάκιστος kakos, kakiōn, kakistos „schlecht, schlechter, am schlechtesten“).
Adverbien werden von den Adjektiven mit der Endung -ως -ōs abgeleitet (vergleiche σοφός ἐστιν sophos estin „er ist klug“ [Prädikatsnomen, Adjektiv] und σοφῶς λέγει sophōs legei „er spricht klug“).

#### Pronomina
Personalpronomina gibt es in der 1., 2. und 3. Person. Die Nominativformen der Personalpronomina (attisch: ἐγώ egō „ich“, σύ sy „du“, ἡμεῖς hēmeis „wir“, ὑμεῖς hymeis „ihr“) sind stets betont, weil die Person im Normalfall schon durch das Verb angegeben ist. In den übrigen Kasus wird zwischen den enklitischen unbetonten Formen (etwa με me) und nicht-enklitischen Formen (ἐμέ eme „mich“), die in betonter Stellung und nach Präpositionen stehen, unterschieden. Als Ersatz für die Personalpronomina der 3. Person werden im Nominativ auch die Formen des Demonstrativpronomens οὗτος houtos („dieser“), in den übrigen Kasus die Formen des Wortes αὐτός autos („selbst“) verwendet. In allen drei Personen gibt es reflexive und nichtreflexive Formen des Personalpronomens, je nachdem, ob sie sich auf das Subjekt des Satzes beziehen (etwa ἐμέ eme „mich“ – ἐμαυτόν emauton „mich [selbst]“). In der 3. Person wird zudem zwischen direkt und indirekt reflexiven Pronomina unterschieden, wobei sich die indirekt reflexiven Pronomina auf das Subjekt des übergeordneten Satzes beziehen. Das Possessivpronomen lautet ἐμός, σός emos, sos. Es existiert im klassischen Griechisch nur in der 1. und der 2. Person.
An Demonstrativpronomina kommen ὅδε, ἥδε, τόδε hode, hēde, tode („dieser“, wie lateinisch hic, haec, hoc), οὗτος, αὕτη, τοῦτο houtos, hautē, touto („dieser“, wie lateinisch is, ea, id) und ἐκεῖνος, ἐκεῖνη, ἐκεῖνο ekeinos, ekeinē, ekeino („jener“, wie lateinisch ille, illa, illud) vor. Das Relativpronomen ὅς, ἥ, ὅ hos, hē, ho wird durch Anhängung des Indefinitpronomens zum verallgemeinernden Relativpronomen ὅστις, ἥτις, ὅτι hostis, hētis, hoti. Das verallgemeinernde Relativpronomen ähnelt dem indirekten Fragepronomen. Das direkte Fragepronomen τίς, τί tis, ti („wer, was“) trägt stets den Akut. Das Indefinitpronomen τις, τι tis, ti („irgendjemand, irgendetwas“) entspricht dem direkten Fragepronomen, ist aber enklitisch.

### Konjugation

#### Grammatische Kategorien des Verbsystems
Tempus- und Aspektsystem
Das altgriechische Tempussystem unterscheidet sich grundlegend von dem deutschen oder lateinischen. Die in der Grammatik übliche Einteilung in sechs Tempora (sieben bei Berücksichtigung des seltenen Perfektfuturs) ist genau genommen irreführend, da nicht die zeitliche Bedeutung, sondern der Aspekt im Vordergrund steht. Im Altgriechischen gibt es drei Tempusstämme, die einen bestimmten Aspekt ausdrücken. Zu jedem Tempusstamm gehört im Indikativ ein Haupttempus mit Gegenwarts- und ein Nebentempus mit Vergangenheitsbedeutung. (Der Aoriststamm ist der älteste Tempusstamm und hat ein Haupttempus im Indikativ nie ausgebildet.) Zum Beispiel drückt der Indikativ Präsens eine durative Handlung der Gegenwart, der Indikativ Imperfekt eine durative Handlung der Vergangenheit aus. Dazu kommt der sprachhistorisch jüngere Futurstamm, der kein Nebentempus kennt und tatsächlich eine rein zeitliche Bedeutung hat.
Mit der Handhabung dieser drei Aspekte stellt der Griechischsprechende durch Flexionsaffixe die zeitlichen Bezüge her, die von den Aspekten selbst nicht ausgedrückt werden. Die Aspekte gelten generell, während es eine direkt zeitliche Bedeutung nur im Indikativ gibt (bis auf das Futur: siehe unten).
Die Vergangenheit wird im Indikativ mit Hilfe der Nebentempora gebildet. Das sind im Präsensstamm das Imperfekt, im Perfektstamm das Plusquamperfekt und im Aoriststamm der Aorist.
Die Tempora (χρόνοι chronoi) des Altgriechischen lassen sich nach folgendem Schema darstellen:
| Tempusstamm  | Haupttempus                                                | Nebentempus                                        | Aspekt                | Aktionsart                                                    |
| ------------ | ---------------------------------------------------------- | -------------------------------------------------- | --------------------- | ------------------------------------------------------------- |
| Präsensstamm | Präsens (ἐνεστὼς χρόνος, ἐνεστώς enestōs chronos, enestōs) | Imperfekt (παρατατικὸς χρόνος paratatikos chronos) | imperfektiv           | durativ, frequentativ, iterativ, habituativ, konativ          |
| Aoriststamm  | –                                                          | Aorist (ἀόριστος aoristos)                         | perfektiv/ aoristisch | punktuell, egressiv, effektiv, inchoativ, ingressiv, gnomisch |
| Perfektstamm | Perfekt (παρακείμενος parakeimenos)                        | Plusquamperfekt                                    | perfektisch           | resultativ                                                    |
| Futurstamm   | Futur (μέλλων mellōn)                                      | –                                                  | –                     | –                                                             |

Die übrigen Modi werden jeweils dem Haupttempus des Tempusstammes (wenn vorhanden, sonst dem Nebentempus) zugeordnet. Sie haben aber keinerlei zeitliche Bedeutung. Dadurch erklärt sich auch die auf den ersten Blick paradox wirkende Tatsache, dass mit dem Imperativ Aorist eine Befehlsform zu einem Vergangenheitstempus existiert.
Das altgriechische Verb bildet also vier Tempusstämme:
Der Präsensstamm – auch linearer oder paratatischer Stamm genannt – ist besser als Imperfektivstamm zu behandeln. Er übernimmt die Funktionen der durativen, iterativen, habituativen und konativen Aktionsart. Das bedeutet, es wird mit diesem Aspekt u. a. der Verlauf oder das Andauern einer Handlung ausgedrückt.
Beispiele:
- νοσεῖν nosein „krank sein“ („krank darniederliegen“)
- (ἀπο)θνῄσκειν (apo)thnēskein „sterben“ („im Sterben liegen“)

Der Aoriststamm bezeichnet Punktuelles. Das bedeutet, es wird der bloße Vollzug einer Handlung vermeldet. (Die Bezeichnung punktuell wird benutzt, um den Gegensatz zum linearen sogenannten Präsensstamm auszudrücken. Der Aoriststamm ist die Normalform und benennt eine Handlung oder ein Ereignis, ohne ausdrücken zu wollen, ob diese Handlung in Wirklichkeit punktuell oder linear war/ist.) Bei diesem Aspekt wird in der Sprachpraxis gern ein bestimmter Punkt des Verbalbegriffs ins Auge gefasst, nämlich der Abschluss (resultativ) oder der Beginn (ingressiv, inchoativ) einer Handlung.
Beispiele:
- ingressiv: νοσῆσαι nosēsai „krank werden“ oder „erkranken“
- effektiv: (ἀπο)θανεῖν (apo)thanein „(ver)sterben“ (als Moment des Dahinscheidens)

Die Formen des Perfektstamms haben vorzeitig-ergebnisbezogene Bedeutung. Das heißt: Da, wo andere Sprachen Verben resultativer Aktionsart setzen, steht im Altgriechischen eine Perfektform. Das bedeutet, es wird mit diesem Aspekt ein (erreichter) Zustand oder einfach ohne jede nähere Bestimmung die Qualität einer Sache ausgedrückt.
Beispiele:
- τεθνηκέναι (τεθνάναι) tethnēkenai (tethnanai) „(gestorben und nun) tot sein“
- πεποιθέναι pepoithenai „vertrauen“
- vergleiche auch das klassische Zitat des Läufers von Marathon: Νενικήκαμεν Nenikēkamen („Wir haben gesiegt“).

Der vierte Tempusstamm des Altgriechischen, der Futurstamm, ist eine jüngere Entwicklung und hat in der Tat in allen Modi zeitliche Bedeutung.
Modussystem
Es gibt im Altgriechischen (nach Ansicht moderner Linguisten) vier Modi: Indikativ, Optativ, Konjunktiv, Imperativ. Die Funktionen, welche diese Formen syntaktisch und semantisch erfüllen, sind sehr vielfältig. Hier kann nur eine grundsätzliche Bestimmung ihrer Bedeutung vorgenommen werden.
Der Modus bringt die geistige Einstellung des Sprechenden gegenüber dem Verbalinhalt zum Ausdruck:
- Mit dem Indikativ drückt der Sprecher aus, dass ihm ein Vorgang oder Zustand als wirklich (real), gegeben erscheint. Allerdings wird auch der Indikativ verwendet, wenn etwas fast Geschehenes bezeichnet wird.
- In den anderen Modi drückt der Sprecher aus, dass ihm der Vorgang oder Zustand nur als vorgestellt, modal eingeschränkt, gilt:
  - Der Imperativ drückt einen Befehl, eine Aufforderung, aus, etwa Φέρε μοὶ τόδε. Phere moi tode. „Bring mir das her!“
  - Der Konjunktiv drückt einen Willen (Voluntativ) oder eine Erwartung (Prospektiv) aus (er hat also leicht futurische Bedeutung, was umgekehrt für das Futur in Bezug auf den Konjunktiv auch gilt), ähnelt aber auch dem Konjunktiv des Lateinischen, etwa Ἴωμεν. Iōmen. „Lasst uns gehen!“ (Vergleiche lateinisch (coniunctivus hortativus): eamus!.)
  - Der Optativ drückt einen Wunsch (Kupitiv) oder eine Möglichkeit (Potentialis) aus, etwa Εἴθε τις λύοι. Eithe tis lyoi „Möge [das] jemand lösen“.

Diathese, Genus verbi
Von den drei Diathesen sind zwei (Aktiv und Medium) aus dem Indogermanischen geerbt. Das Passiv ist eine jüngere Entwicklung.
Das Aktiv ist die unmarkierte Struktur.
Das Medium drückt aus, dass das Subjekt an der Handlung beteiligt oder an ihr interessiert ist, dass also eine nähere Beziehung zwischen Subjekt und Handlung besteht (transitives Medium). Ferner kann es ausdrücken, dass das Subjekt von seiner eigenen Handlung betroffen ist (intransitives Medium). Der Begriff Medium (lateinisch medius „der Mittlere“) soll ausdrücken, dass diese Form zwischen Aktiv und Passiv stehe. Das ist jedoch weder sprachgeschichtlich noch morphologisch richtig. Das Passiv ist im Griechischen der Grenzfall des Mediums, denn:
Das Passiv drückt die Wirkung einer Handlung auf das Subjekt aus, die nicht von ihm ausgeht. Insofern die Handlung nur noch auf das Subjekt wirkt, ohne von ihm auszugehen, bildet es den Grenzfall des Mediums. (Außerhalb des Futur- und Aoriststamms hat das Passiv keine eigenständige Form. Formal übernimmt dort das Medium neben der eigenen Funktion auch die des Passivs, was nur aus dem syntaktischen Zusammenhang oder bei genauer Kenntnis der Beschaffenheit des entsprechenden Verbums zu unterscheiden ist.)
Beispiele:
- Aktiv: παιδεύσει paideusei „er wird [jemanden] erziehen“
- transitives Medium: παιδεύσεται paideusetai „er wird sich [jemanden] erziehen“
- intransitives Medium: παιδεύσεται paideusetai „er wird sich erziehen, er wird sich erziehen lassen“
- Passiv: παιδευθήσεται paideuthēsetai „er wird [von jemandem] erzogen werden“

Numerus- und Personsystem
Aufgrund der Personalflexion des altgriechischen Verbs werden die Personalpronomina des Nominativs wie in vielen anderen indogermanischen Sprachen (so auch im Lateinischen) meist ausgelassen, wenn sie nicht besonders betont – etwa in Adversativsätzen – werden sollen. Es muss also nicht zwangsläufig ein das Subjekt ausdrücklich nennendes Bezugswort (Pronomen oder Substantiv) beim Verb stehen – die Endung reicht aus, um die Person und damit das Subjekt zu identifizieren. Das Altgriechische ist also eine Pro-Drop-Sprache.
Das Altgriechische kennt beim Verb einen Singular, einen Plural und einen Dual (als Schwundform). Der Dual mit eigenen Endungen wird nur für die 2. und 3. Person gebildet, während die 1. Person des Duals mit der ersten Person Plural zusammenfällt. In den folgenden Beispielen wird nur das Aktiv behandelt.
- Präsens Indikativ
  - Singular 2. Person: παιδεύεις paideueis „du erziehst“
  - Dual 2. Person: παιδεύετον paideueton „ihr zwei erzieht“
  - Plural 2. Person: παιδεύετε paideuete „ihr erzieht“
- Aorist Indikativ
  - Singular 3. Person: ἐπαίδευσε(ν) epaideuse(n) „er erzog“
  - Dual 3. Person: ἐπαιδευσάτην epaideusatēn „sie zwei erzogen“
  - Plural 3. Person: ἐπαίδευσαν epaideusan „sie erzogen“

#### Konjugationstabellen
Konjugationstabelle für das regelmäßige Verb λύω lyō (Infinitiv λύειν lyein „lösen“) im Aktiv.

Der Dual wurde aufgrund seiner Seltenheit nicht berücksichtigt.
|                            | Haupttempora des Indikativs                                                                                               | Nebentempora des Indikativs | Konjunktiv | Optativ | Imperativ |
| -------------------------- | --- | --- | --- | --- | --- |
| Präsens/ Imperfekt         | λύω, λύεις, λύει, λύομεν, λύετε, λύουσι(ν) lyō, lyeis, lyei, lyomen, lyete, lyousi(n)                                     | ἔλυον, ἔλυες, ἔλυε(ν), ἐλύομεν, ἐλύετε, ἔλυον elyon, elyes, elye(n), elyomen, elyete, elyon                                         | λύω, λύῃς, λύῃ, λύωμεν, λύητε, λύωσι(ν) lyō, lyējs, lyēj, lyōmen, lyēte, lyōsi(n)                                     | λύοιμι, λύοις, λύοι, λύοιμεν, λύοιτε, λύοιεν lyoimi, lyois, lyoi, lyoimen, lyoite, lyoien                                     | —, λῦε, λυέτω, —, λύετε, λυόντων —, lye, lyetō, —, lyete, lyontōn                                                                                      |
| Futur                      | λύσω, λύσεις, λύσει, λύσομεν, λύσετε, λύσουσι(ν) lysō, lyseis, lysei, lysomen, lysete, lysousi(n)                         | — | — | λύσοιμι, λύσοις, λύσοι, λύσοιμεν, λύσοιτε, λύσοιεν lysoimi, lysois, lysoi, lysoimen, lyseite, lysoien                         | — |
| Aorist                     | — | ἔλυσα, ἔλυσας, ἔλυσε(ν), ἐλύσαμεν, ἐλύσατε, ἔλυσαν elysa, elysas, elyse(n), elysamen, elysate, elysan                               | λύσω, λύσῃς, λύσῃ, λύσωμεν, λύσητε, λύσωσι(ν) lysō, lysējs, lysēj, lysōmen, lysēte, lysōsi(n)                         | λύσαιμι, λύσαις, λύσαι, λύσαιμεν, λύσαιτε, λύσαιεν lysaimi, lysais, lysai, lysaimen, lysaite, lysaien                         | —, λῦσον, λυσάτω, —, λύσατε, λυσάντων —, lyson, lysatō, —, lysate, lysantōn                                                                            |
| Perfekt/ Plusquam- perfekt | λέλυκα, λέλυκας, λέλυκε(ν), λελύκαμεν, λελύκατε, λελύκασι(ν) lelyka, lelykas, leluke(n), lelykamen, lelykate, lelykasi(n) | ἐλελύκειν, ἐλελύκεις, ἐλελύκει, ἐλελύκεμεν, ἐλελύκετε, ἐλελύκεσαν elelykein, elelykeis, elelykei, elelykemen, elelykete, elelykesan | λελύκω, λελύκῃς, λελύκῃ, λελύκωμεν, λελύκητε, λελύκωσι(ν) lelykō, lelykējs, lelykēj, lelykōmen, lelykēte, lelykōsi(n) | λελύκοιμι, λελύκοις, λελύκοι, λελύκοιμεν, λελύκοιτε, λελύκοιεν lelykoimi, lelykois, lelykoi, lelykoimen, lelykoite, lelykoien | Zusammengesetzt: —, λελυκὼς ἴσθι, λελυκὼς ἔστω, —, λελυκότες ἔστε, λελυκότες ἔστων —, lelykōs isthi, lelykōs, estō, —, lelykotes este, lelykotes estōn |

Entsprechende Tabelle für das wichtige unregelmäßige Hilfsverb εἰμί eimi (Infinitiv εἶναι einai „sein“).
|                    | Haupttempora des Indikativs                                                                 | Nebentempora des Indikativs                                | Konjunktiv                                              | Optativ                                                                                                 | Imperativ                                                    |
| ------------------ | ------------------------------------------------------------------------------------------- | ---------------------------------------------------------- | ------------------------------------------------------- | --- | ------------------------------------------------------------ |
| Präsens/ Imperfekt | εἰμί, εἶ, ἐστί(ν), ἐσμέν, ἐστε, εἰσί(ν) eimi, ei, esti(n), esmen, este, eisi(n)             | ἦ, ἦσθα, ἦν, ἦμεν, ἦτε, ἦσαν ē, ēstha, ēn, ēmen, ēte, ēsan | ὦ, ᾖς, ᾖ, ὦμεν, ἦτε, ὦσι(ν) ō, ēs, ē, ōmen, ēte, ōsi(n) | εἴην, εἴης, εἴη, εἴημεν, εἴητε, εἴησαν eiēn, eiēs, eiē, eiēmen, eiēte, eiēsan                           | —, ἴσθι, ἔστω, —, ἔστε, ἔστων —, isthi, estō, —, este, estōn |
| Futur              | ἔσομαι, ἔσῃ, ἔσται, ἐσόμεθα, ἔσεσθε, ἔσονται esomai, esē, estai, esometha, esesthe, esontai | —                                                          | —                                                       | ἐσοίμην, ἔσοιο, ἔσοιτο, ἐσοίμεθα, ἔσοισθε, ἔσοιντο esoimēn, esoio, esoito, esoimetha, esoisthe, esointo | —                                                            |

Die restlichen Tempora sind für die Benutzung als Hilfsverb irrelevant. Sie werden eigentlich aus dem Stamm des Verbs γίγνομαι gignomai („werden“; gleichbedeutend mit englisch to become) abgeleitet.

## Heutige Bedeutung
Im deutschsprachigen Raum ist das Griechische neben Latein seit dem ausgehenden Mittelalter bis heute eine wichtige Bildungssprache.
In Deutschland wird vorwiegend an humanistischen Gymnasien (meist ab Klasse 8 oder 9) Griechischunterricht erteilt, zudem wird dort Gräzistik im Rahmen der Klassischen Philologie an zahlreichen Universitäten als Lehrfach angeboten. Auch in Österreich und der Schweiz wird Altgriechisch nur an Gymnasien sowie an der Universität gelehrt. Altgriechisch ist neben Latein Pflichtfach im Liceo Classico (vergleichbar einem Humanistischen Gymnasium) in Italien.
Für Studiengänge wie Latinistik, Theologie, Klassische Archäologie, Alte Geschichte und Philosophie ist das Griechisch-Examen, das sogenannte Graecum, bis heute oft Voraussetzung. Grundlage für das in Schulen gelehrte Altgriechisch bildet das Attische des 5. und 4. Jahrhunderts v. Chr., aber auch Autoren anderer Dialekte werden behandelt.
Griechisch-Gymnasiasten können ihre Fähigkeiten im internationalen Exploring-the-Ancient-Greek-Language-and-Culture-Wettbewerb messen.
Zahlreiche deutsche Ausdrücke (geflügeltes Wort, Schwanengesang) und Sprichwörter („Im Wein liegt Wahrheit“, „Eine Hand wäscht die andere“) stammen ursprünglich aus altgriechischen Quellen und sind Lehnübersetzungen. Viele exemplarische Redewendungen altgriechischer Autoren sind bis heute berühmt und werden vielfach zitiert.
Aus dem Altgriechischen entlehnte Wörter finden sich in zahlreichen wissenschaftlichen Fachsprachen, besonders in Gebieten, die bereits durch altgriechische Autoren bearbeitet wurden. Insbesondere im Bereich der Geometrie, Naturwissenschaften, Medizin, Philosophie und Theologie sowie Rhetorik und Theaterwissenschaft haben griechische Wortstämme das Fachvokabular geprägt.
Anders als etwa ältere Formen des Deutschen in der deutschen Sprache, spielt das Altgriechische auch im aktiven Wortschatz der neugriechischen Sprache eine Rolle: So werden antike Zitate und Redewendungen stets unübersetzt benutzt, Wortneubildungen und zusammengesetzte Wörter sind direkt aus dem Altgriechischen abgeleitet.

### Geschichte
- Francisco R. Adrados: Geschichte der griechischen Sprache von den Anfängen bis heute. Tübingen 2002, ISBN 3-7720-2981-7.
- Egbert Bakker (Hrsg.): A Companion to the Ancient Greek Language. Malden 2010.
- A.-F. Christidis (Hrsg.): A History of Ancient Greek: From the Beginnings to Late Antiquity. Cambridge u. a. 2007 (original Thessaloniki 2001).
- Hans Eideneier: Von Rhapsodie zu Rap. Aspekte der griechischen Sprachgeschichte von Homer bis heute. Tübingen 1999, ISBN 3-8233-5202-4.
- Lothar Willms: Klassische Philologie und Sprachwissenschaft. Göttingen 2013, ISBN 978-3-8252-3857-5.

### Geschichte und Gliederung der Dialekte
- Albert Thumb u. a.: Handbuch der griechischen Dialekte. Heidelberg. Bd. 1: 1932; Bd. 2: 1959.
- Rüdiger Schmitt: Einführung in die griechischen Dialekte. Darmstadt 1991, ISBN 3-534-05672-8.
- Wolfgang Blümel: Die aiolischen Dialekte. Phonologie und Morphologie der inschriftlichen Texte aus generativer Sicht. Göttingen 1982, ISBN 3-525-26218-3.
- Carl Darling Buck: The Greek Dialects. Bristol 1999, ISBN 1-85399-556-8 (Reproduktion der Ausgabe Chicago 1928).
- Antonín Bartoněk: Classification of the West Greek Dialects at the time about 350 B. C. Amsterdam 1972.
- José L. García-Ramón: Les origines postmycéniennes du groupe dialectal éolien. Salamanca 1975.
- Yves Duhoux: Introduction aux dialectes grecs anciens. Louvain-La-Neuve 1984, ISBN 2-87077-177-0.
- Domenico Musti (Hrsg.): Le origini dei greci – Dori e mondo egeo. Rom 1990, ISBN 88-420-3517-3.
- Julián Méndez Dosuna: Los dialectos Dorios del noroeste. Gramatica y estudio dialectal. Salamanca 1985, ISBN 84-7481-327-1.

### Etymologische Wörterbücher
- Alois Vanicek: Griechisch-lateinisches etymologisches Wörterbuch. Wiesbaden 1972 (Nachdruck der Ausgabe Leipzig 1877). Digitalisate im Internet Archive: Band I, Band II.
- Hjalmar Frisk: Griechisches etymologisches Wörterbuch. Heidelberg 1973 (3 Bände). Digitalisat der Ausgabe von 1960 – Internet Archive; online im HTML-Format (Achtung, Dateigröße 7,9 MB).
- Manfred Mayrhofer: Etymologisches Wörterbuch des Altindoarischen (EWAia). I–III. Carl Winter Universitätsverlag, Heidelberg 1992/1998/2001. ISBN 3-533-03826-2.
- Pierre Chantraine: Dictionnaire étymologique de la langue grecque. Histoire des mots. Klincksieck, Paris 2009, ISBN 978-2-252-03681-5.
- Robert Stephen Paul Beekes: Etymological dictionary of Greek. Leiden 2010, ISBN 978-90-04-17420-7 (2 Bände).

### Wörterbücher
- Wilhelm Gemoll: Griechisch–Deutsches Schul- und Handwörterbuch. München 2006, ISBN 3-486-13401-9. Digitalisat (Münchener Digitalisierungszentrum).
- Langenscheidt: Langenscheidts Taschenwörterbuch Altgriechisch, München, ISBN 978-3-468-11032-0 (basierend auf dem Wörterbuch von H. Menge).
- Henry Liddell, Robert Scott, Henry Stuart Jones u. a.: A Greek-English Lexicon. Oxford 1996, ISBN 0-19-864226-1.
- Wilhelm Pape: Handwörterbuch der griechischen Sprache in 4 Bänden. ADEVA, Graz 1954 (Nachdruck der Ausgabe Braunschweig 1842).
- Wilhelm Pape: Griechisch-Deutsch [Elektronische Ressource]: altgriechisches Wörterbuch. Neusatz und Faksimile, Directmedia Publishing, Berlin 2005, ISBN 3-89853-517-7.

### Grammatiken
- Eduard Bornemann und Ernst Risch: Griechische Grammatik. Frankfurt am Main 1986, ISBN 3-425-06850-4.
- Herbert W. Smyth: Greek Grammar. Cambridge/Mass. 1984, ISBN 0-674-36250-0.
- Adolf Kaegi: Kurzgefasste griechische Schulgrammatik. Hildesheim 2001, ISBN 3-615-70100-3 (Erstausgabe Berlin 1884).
- Raphael Kühner, Friedrich Blass, Bernhard Gerth: Ausführliche Grammatik der griechischen Sprache. Darmstadt 2015, ISBN 978-3-534-26732-3 (Erstausgabe Hannover 1890–1892).
- Evert van Emde Boas, Albert Rijksbaron, Luuk Huitink, Mathieu de Bakker: The Cambridge Grammar of Classical Greek. University Printing House, Cambridge 2019, ISBN 978-0-521-12729-5.

### Historische Grammatik
- Eduard Schwyzer: Griechische Grammatik. München 1990ff. (3 Bände).
- Helmut Rix: Historische Grammatik des Griechischen. Laut- und Formlehre. Wissenschaftliche Buchgesellschaft, Darmstadt 1992, ISBN 3-534-03840-1.
- Andrew L. Sihler: New Comparative Grammar of Greek and Latin. New York 1995, ISBN 0-19-508345-8.

### Aussprache
- W. Sidney Allen: Vox Graeca. A Guide to the Pronunciation of Classical Greek. Cambridge 1968, (Taschenbuchausgabe 1987), ISBN 0-521-33555-8.
- Eric Dieu: Traité d’accentuation grecque (= Innsbrucker Beiträge zur Sprachwissenschaft. Band 168). Institut für Sprachwissenschaft der Universität Innsbruck, Innsbruck 2022, ISBN 978-3-85124-755-8.
- Axel Schönberger: Zur Behandlung der Akzentuierung des Altgriechischen in ausgewählten deutschen Darstellungen unter kritischer Betrachtung griechischer Quellen des ersten Jahrtausends nach Christus. Frankfurt am Main 2016, ISBN 978-3-936132-39-7.

### Lehrbücher
- Christophe Rico et al.: Polis – Altgriechisch lernen wie eine lebende Sprache. Übersetzung aus dem Französischen von Helmut Schareika, Helmut Buske Verlag, Hamburg 2011, ISBN 978-3-87548-571-4.
- Günther Zuntz: Griechischer Lehrgang. 3 Bände, Vandenhoeck & Ruprecht, Göttingen 1983. Als freie PDFs verfügbar.

### Wörterbücher
- Daniel Ackermann, Christiane Schwind: ΝΙΚΗ NIKE – Ein Überlebenswortschatz für das Graecum (PDF; 1,9 MB)
- Wilhelm Gemoll: Griechisch-deutsches Schul- und Handwörterbuch, 1. Auflage 1908
- Egon Gottwein: Altgriechisches Online-Wörterbuch griechisch – deutsch – griechisch
- Wilhelm Pape: Handwörterbuch der griechischen Sprache, 1914
- Hjalma Frisk: Griechisches Etymologisches Wörterbuch (7,5 MB)
- S. C. Woodhouse: English-Greek Dictionary. A Vocabulary of the Attic Language, 1910
- Henry George Liddell, Robert Scott: The Online Liddell-Scott-Jones Greek-English Lexicon, Hrsg. Maria Pantelia / Thesaurus Linguae Graecae 2011.
- Perseus Word Study Tool: perseus.tufts.edu: Liddell-Scott-Jones, Middle Liddell, Slater, Authenrieth

### Sprachlehrgänge
- F. J. Mehr: Online-Kurs Altgriechisch (ziemlich umfangreicher Einstiegskurs; kein Unicode, erfordert Installation von Windowsfont)
- Egon Gottwein: Sprachkurs für Altgriechisch (altgriechischer Online-Sprachkurs in 100 Lektionen)
- Günther Zuntz: Griechischer Lehrgang (Lehrgang in 86 Lektionen, als Download beziehbar, siehe im Artikel)

### Bibliographien
- Wörterbücher, Sprachliche Schlüssel, Grammatiken – Liste von Büchern zum Erlernen des Neutestamentlichen Griechisch (Memento vom 18. Mai 2016 im Internet Archive).
- Archiv Karlo Vegelahn: Bibliographie Griechisch (Wörterbücher/Grammatik)

### Textsammlungen
- Bibliotheca Graeca, griechische Texte in der Bibliotheca Augustana
- Griechische und lateinische Sprichwörter (private Seite, Egon Gottwein)
- Materialien zum Altgriechischen, Autoren (private Seite, Jörg Dittmer)

### Sonstiges
- Betacode-Converter zum Schreiben griechischer Texte (Egon Gottwein)
- glottothèque – Ancient Indo-European Grammars online, eine Onlinesammlung von Videos zu altindogermanischen Sprachen, produziert von der Georg-August-Universität Göttingen (englisch)